# Orias (démon)
Pour les articles homonymes, voir Orias.

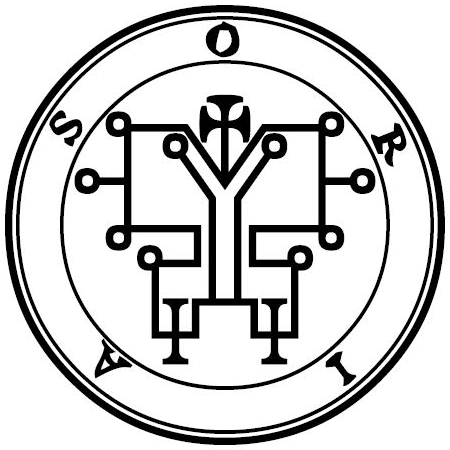
Le sceau de Orias selon Mathers.

Orias ou Oriax est un démon issu des croyances de la goétie, science occulte de l'invocation d'entités démoniaques. 
Le Lemegeton le mentionne en 59e position de sa liste de démons. L'ouvrage lui donne le titre de grand marquis de l'empire infernal. 
Orias est connu pour être le démon des astrologues et des devins. Il se montre sous les traits d'un lion furieux assis sur un cheval à queue de serpent. Il porte dans chaque main une vipère. Il connait et enseigne l'astronomie et l'astrologie. Il métamorphose les hommes à leur volonté et leur fait obtenir des dignités et des titres. Il dirige 30 légions infernales.
La Pseudomonarchia Daemonum le mentionne en 49e position de sa liste de démons et lui donne des caractéristiques similaires.